# Phyllonorycter vulturella
Phyllonorycter vulturella là một loài bướm đêm thuộc họ Gracillariidae. Nó được tìm thấy ở miền nam Ý và Pháp.
Ấu trùng ăn Alnus glutinosa. Chúng ăn lá nơi chúng làm tổ.